# آيت تيغديون (زرقطن)
آيت تيغديون هي إحدى مشيخات المملكة المغربية، تتبع جغرافيا لإقليم الحوز وإداريًا لزرقطن. يقدر عدد سكانها بـ 1752 نسمة حسب الإحصاء الرسمي للسكان والسكنى لسنة 2004.